# Larentia feliciaria
Larentia feliciaria är en fjärilsart som beskrevs av D. Lucas och De Joannis 1907. Larentia feliciaria ingår i släktet Larentia och familjen mätare. Inga underarter finns listade i Catalogue of Life.